# Grupo de ódio

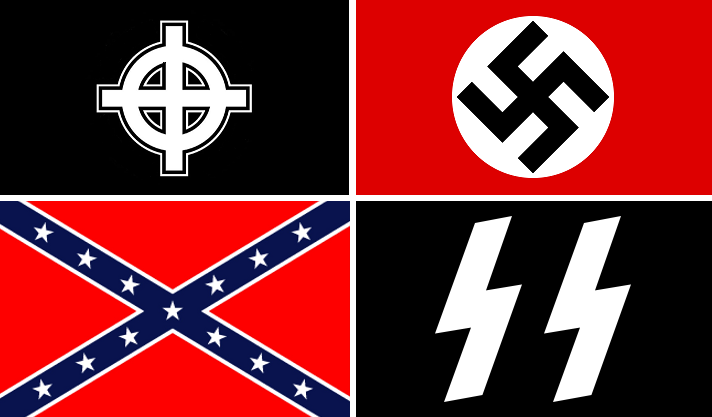
As bandeiras comumente usadas por grupos de ódio incluem (no sentido horário a partir do canto superior esquerdo): cruz celta, bandeira nazista, bandeira da SS e bandeira de batalha dos Confederados

Um grupo de ódio é um grupo social que defende e pratica ódio, hostilidade ou violência contra membros de uma raça, etnia, nação, religião, gênero, identidade de gênero, orientação sexual ou qualquer outro setor designado da sociedade. De acordo com o Federal Bureau of Investigation (FBI) dos Estados Unidos, o "propósito principal de um grupo de ódio é promover animosidade, hostilidade e malícia contra pessoas pertencentes a uma raça, religião, deficiência, orientação sexual ou etnia/origem nacional que difere da dos membros da organização".

## Monitoramento

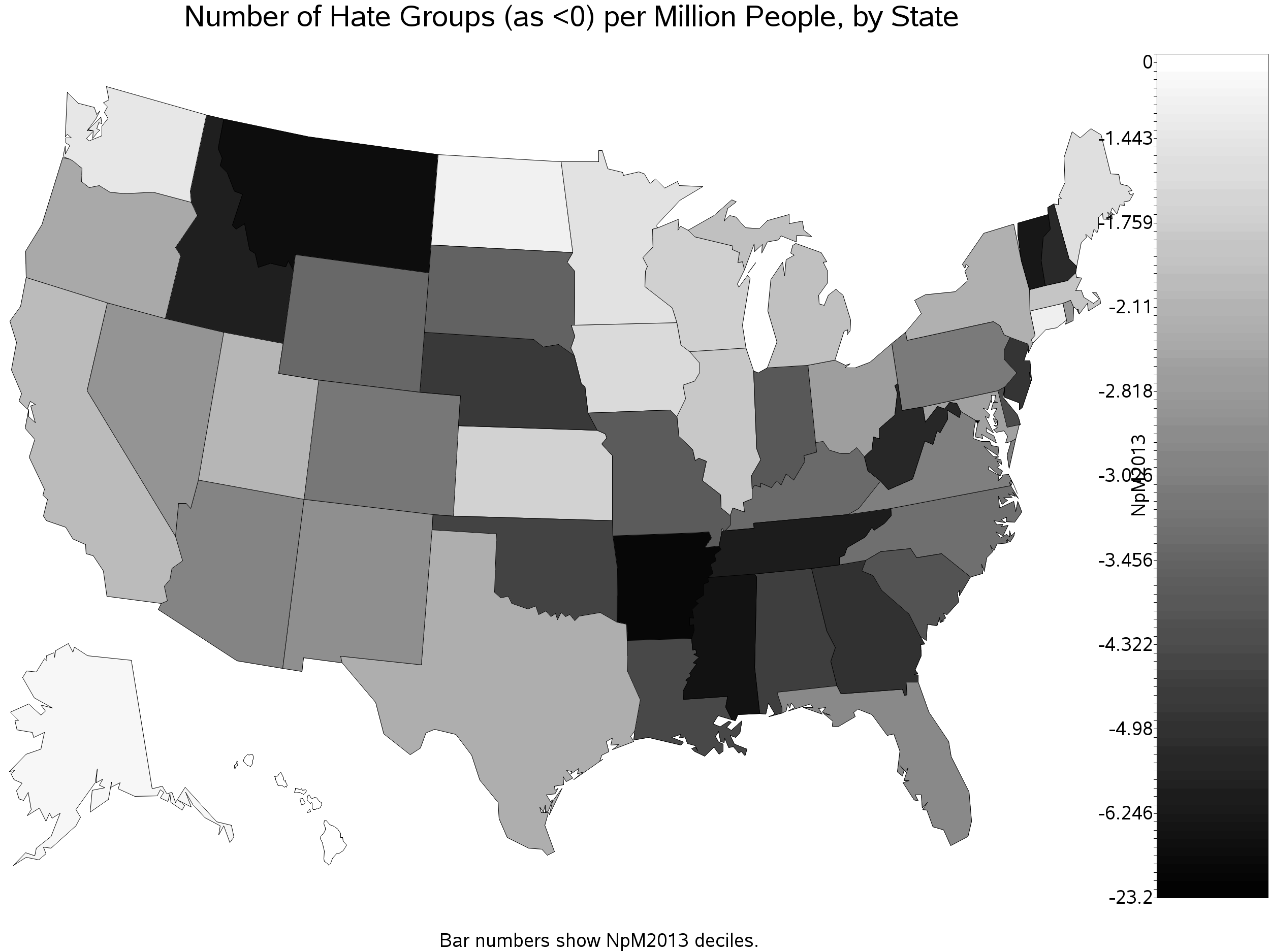
Número de grupos de ódio por milhão a partir de 2013 nos Estados Unidos (SPLC)

Nos Estados Unidos, o FBI não publica uma lista de grupos de ódio, e também diz que “as investigações só são conduzidas quando uma ameaça ou defesa da força é feita; quando o grupo tem a aparente capacidade de realizar o ato proclamado; e quando o ato constitua uma potencial violação de lei federal". O FBI mantém estatísticas sobre crimes de ódio.
Duas organizações privadas estadunidenses sem fins lucrativos que monitoram grupos de intolerância e ódio são a Liga Antidifamação (ADL) e o Southern Poverty Law Center (SPLC). Eles mantêm listas do que consideram ser grupos de ódio, grupos supremacistas e grupos antissemitas, antigovernamentais ou extremistas que cometeram crimes de ódio. A definição do SPLC de "grupo de ódio" inclui qualquer grupo com crenças ou práticas que atacam ou difamam uma classe inteira de pessoas — particularmente quando as características difamadas são imutáveis. No entanto, pelo menos para o SPLC, a inclusão de um grupo na lista "não implica que um grupo defenda ou se envolva em violência ou outra atividade criminosa". De acordo com o USA Today, sua lista varia de "supremacistas brancos a nacionalistas negros, neonazistas a neoconfederados".
De acordo com o SPLC, de 2000 a 2008, a atividade de grupos de ódio teve um aumento de 50% nos EUA, com um total de 926 grupos ativos. Em 2019, o relatório da organização mostrou um total de 1 020 grupos de ódio, o número mais alto em 20 anos, e um aumento de 7% de 2017 a 2018. A alta anterior foi de 1 018 em 2011, e a baixa recente foi em 2014, quando a lista incluiu 784 grupos. Um aumento nos grupos nacionalistas brancos de 100 em 2017 para 148 em 2018 foi o aumento mais significativo no relatório de 2019.
Desde 2010, o termo alt-right, abreviação de "alternative right", ou "direita alternativa", passou a ser usado. Este termo amplo inclui uma gama de pessoas que rejeitam o conservadorismo convencional em favor de formas de conservadorismo que podem abraçar o racismo implícito ou explícito ou a supremacia branca. A alt-right é descrita como sendo "uma estranha mistura de neonazistas à moda antiga, teóricos da conspiração, antiglobalistas e jovens trolls da internet de direita — todos unidos na crença de que a identidade masculina branca está sob ataque de grupos multiculturais, forças "politicamente corretas".

## Violência e crimes de ódio
1. a cruz céltica nacionalista branca
2. a runa Odal
3. o punho ariano
4. a Cruz de Ferro com a suástica nazista
5. as insígnias rúnicas da SS
6. a Totenkopf da SS

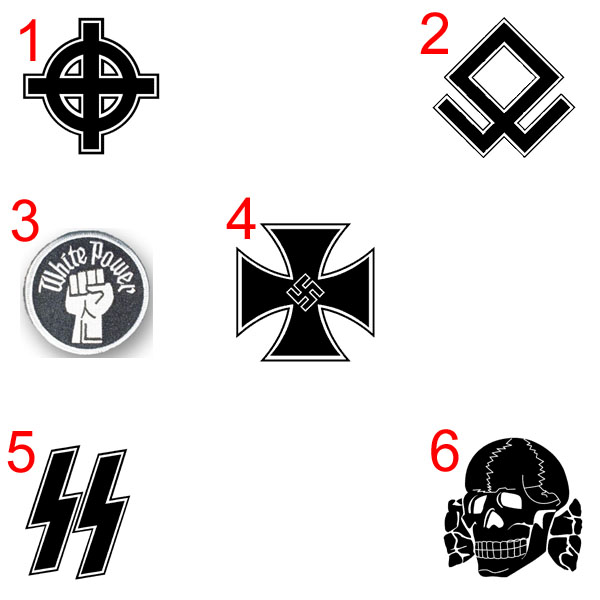
Exemplos de símbolos de grupos de ódio:

Quatro categorias que estão associadas à propensão dos grupos de ódio à violência são: capacidade organizacional, eleitorado organizacional, conectividade estratégica e arranjo estrutural. Quanto maior for um grupo extremista e quanto mais tempo ele existir, mais propenso a se envolver em violência. Regionalmente, grupos de ódio do Oeste e Nordeste dos Estados Unidos são mais propensos a se envolver em violência do que os grupos de ódio do Sul. Se um grupo tem um líder carismático, é mais provável que seja violento. Grupos que compartilham relacionamentos baseados em conflitos com outros grupos são mais propensos a se envolver em violência extrema. A quantidade de literatura ideológica que um grupo publica está ligada a diminuições significativas no comportamento violento de um grupo, com mais literatura ligada a níveis mais baixos de violência.
A California Association for Human Relations Organizations (CAHRO; Associação da Califórnia para Organizações de Relações Humanas) afirma que grupos de ódio como o Ku Klux Klan (KKK) e a White Aryan Resistance (WAR) pregam violência contra minorias raciais, religiosas, sexuais e outras nos Estados Unidos. Joseph E. Agne argumenta que a violência motivada pelo ódio é resultado do sucesso do movimento pelos direitos civis, e afirma que o KKK ressurgiu e novos grupos de ódio se formaram. Agne argumenta que é um erro subestimar a força do movimento ódio-violência, seus apologistas e seus parceiros silenciosos.
Nos EUA, crimes que "manifestam evidências de preconceito com base em raça, religião, orientação sexual ou etnia, incluindo os crimes de homicídio e homicídio culposo; estupro; roubo; agressão agravada; arrombamento; furto; roubo de veículo motorizado; incêndio criminoso; agressão simples; intimidação; e destruição, dano ou vandalismo de propriedade", dirigido ao governo, um indivíduo, uma empresa ou instituição, envolvendo grupos de ódio e crimes de ódio, podem ser investigados como atos de terrorismo doméstico.

## Discurso de ódio
Após a Segunda Guerra Mundial, a Alemanha considerou necessário criminalizar a Volksverhetzung ("incitação ao ódio") para evitar o ressurgimento do fascismo .
O especialista em contraterrorismo Ehud Sprinzak argumenta que a violência verbal é "o uso de linguagem extrema contra um indivíduo ou um grupo que ou implica uma ameaça direta de que a força física será usada contra eles, ou é vista como um apelo indireto para que outros a usem". Sprinzak argumenta que a violência verbal é muitas vezes um substituto para a violência real, e que a verbalização do ódio tem o potencial de incitar pessoas que são incapazes de distinguir entre violência real e verbal para se envolverem em violência real.
As pessoas tendem a julgar a ofensividade do discurso de ódio em um gradiente, dependendo de quão público o discurso é e qual grupo ele visa. Embora as opiniões das pessoas sobre o discurso de ódio sejam complexas, elas normalmente consideram o discurso público direcionado a minorias étnicas o mais ofensivo.
O historiador Daniel Goldhagen, discutindo grupos de ódio antissemitas, argumenta que devemos ver a violência verbal como "uma agressão por direito próprio, tendo como objetivo produzir danos profundos — emocionais, psicológicos e sociais — à dignidade e honra dos judeus. As feridas que as pessoas sofrem por... tal vitupério... podem ser tão ruins quanto... [uma] surra."
Em meados da década de 1990, a popularidade da Internet trouxe nova exposição internacional a muitas organizações, incluindo grupos com crenças como supremacia branca, neonazismo, homofobia, negação do Holocausto e islamofobia. Vários grupos supremacistas brancos fundaram sites dedicados a atacar seus inimigos percebidos. Em 1996, o Simon Wiesenthal Center de Los Angeles pediu aos provedores de acesso à Internet que adotassem um código de ética que impedisse os extremistas de publicar suas ideias online. Em 1996, a Comissão Europeia formou a Consultative Commission on Racism and Xenophobia (CRAX; Comissão Consultiva sobre Racismo e Xenofobia), um grupo pan-europeu encarregado de "investigar e, usando meios legais, acabar com a atual onda de racismo na Internet".

## Grupos de ódio religiosos
O Southern Poverty Law Center (SPLC) designou vários grupos cristãos como grupos de ódio, incluindo American Family Association, Family Research Council, Abiding Truth Ministries, American Vision, Chalcedon Foundation, Dove World Outreach Center, Tradicional Values Coalition e Igreja Batista de Westboro. Alguns conservadores criticaram o SPLC por incluir certos grupos cristãos, como o Family Research Council, em sua lista.
O SPLC classifica a Nação do Islã (NOI) como um grupo de ódio sob a categoria de separatista negro e a Escola Israelita de Conhecimento Prático Universal (Israelite School of Universal Practical Knowledge, ISUPK) como um grupo de ódio sob a categoria de supremacia negra. Membros da NOI acreditam que um cientista negro chamado Yakub criou uma raça de "demônios brancos" na ilha grega de Patmos, que são considerados os progenitores dos brancos. Historicamente um grupo exclusivamente de negros, os adeptos brancos agora formam uma pequena parte dos membros da NOI. Juntamente com a ISUPK, numerosas outras seitas e organizações dentro do movimento israelita hebreu negro expõem crenças racistas extremistas, supremacistas negras, religiosas antissemitas e antibrancas, bem como homofóbicas, transfóbicas e sexistas.
O grupo religioso de supremacia branca Creativity Movement (anteriormente a Igreja Mundial do Criador), liderado por Matthew F. Hale, está associado à violência e ao fanatismo. As Nações Arianas são outro grupo de ódio supremacista branco de base religiosa.
A Igreja Batista de Westboro é considerada um grupo de ódio por várias fontes e a Westboro Baptist Church (WBC, Igreja Batista de Westboro) é monitorada como tal pela Liga Antidifamação e pelo Southern Poverty Law Center. A igreja está envolvida em ações contra gays desde pelo menos 1991, quando buscou reprimir a atividade homossexual no Gage Park, seis quarteirões a noroeste da igreja. Além de realizar protestos antigays em funerais militares, a organização faz piquetes em funerais de celebridades e eventos públicos. Protestos também foram realizados contra judeus e católicos romanos, e alguns protestos incluíram membros do WBC pisando na bandeira americana ou hasteando a bandeira de cabeça para baixo em um mastro. A igreja também fez declarações como "graças a Deus pelos soldados mortos", "Deus explodiu as tropas" e "Deus odeia a América". A igreja enfrentou várias acusações de fazer lavagem cerebral e foi criticada como uma seita por causa de sua postura provocativa contra a homossexualidade e os Estados Unidos, e foi condenada por muitos oponentes dos direitos LGBT bem como por defensores dos direitos LGBT.

## Grupos de ódio misóginos
Grupos de ódio dirigidos às mulheres, particularmente aqueles constituídos principalmente por homens jovens, incluindo artista da sedução, incels e grupos antimulheres de linha dura, são motivo de preocupação para alguns especialistas. Usando técnicas de recrutamento semelhantes às usadas por grupos extremistas de extrema-direita, eles têm como alvo adolescentes e jovens vulneráveis, incluindo o uso de métodos semelhantes ao aliciamento. A autora britânica Laura Bates acredita que alguns desses grupos deveriam ser classificados como grupos terroristas; Os Proud Boys, que, de acordo com o Southern Poverty Law Center, é conhecido por sua retórica misógina, foi designado como um grupo terrorista doméstico no Canadá.

## Grupos de ódio na Internet
Tradicionalmente, os grupos de ódio recrutavam membros e espalhavam mensagens extremistas de boca em boca ou através da distribuição de panfletos e filipetas. Em contraste, a Internet permite que membros de grupos de ódio de todo o mundo se envolvam em conversas em tempo real. A Internet tem sido uma bênção para grupos de ódio em termos de promoção, recrutamento e expansão de sua base para incluir o público mais jovem. Um grupo de ódio na Internet não precisa fazer parte de uma facção tradicional como a Ku Klux Klan.
Enquanto muitos sites de ódio são explicitamente antagônicos ou violentos, outros podem parecer patrióticos ou benignos, e essa fachada pode contribuir para o apelo dos grupos. Os sites de grupos de ódio trabalham com os seguintes objetivos: educar os membros do grupo e o público, incentivar a participação, reivindicar um chamado e privilégio divino e acusar grupos externos (por exemplo, o governo ou a mídia). Grupos que trabalham efetivamente para atingir esses objetivos por meio de uma presença online tendem a fortalecer seu senso de identidade, diminuir os níveis de ameaça de grupos externos e recrutar mais novos membros.
O Centro Simon Wiesenthal (Simon Wiesenthal Center, SWC), em seu iReport de 2009, identificou mais de 10 000 sites de ódio e terrorismo  problemáticos e outras postagens na Internet. O relatório inclui sites de ódio, redes sociais, blogs, newsgroups, YouTube e outros sites de vídeo. As descobertas ilustram que, à medida que a Internet continua a crescer, os extremistas encontram novas maneiras de buscar validação de suas agendas odiosas e recrutar membros.
Os criadores de páginas e grupos de ódio no Facebook escolhem seu alvo, configuram sua página ou grupo e depois recrutam membros Qualquer pessoa pode criar um grupo no Facebook e convidar seguidores para postar comentários, adicionar fotos e participar de fóruns de discussão. Uma página do Facebook é semelhante, com a exceção de que é preciso "curtir" a página para se tornar um membro. Devido à facilidade de criação e adesão a tais grupos, muitos dos chamados grupos de ódio existem apenas no ciberespaço. United Patriots Front, uma organização australiana neonazista e anti-imigração de extrema-direita baseada na Internet, formada em 2015, foi descrita como um grupo de ódio.

## Psicologia dos grupos de ódio
O conflito intergrupal odioso pode ser motivado por "amor endrogrupo", um desejo de contribuir positivamente para o grupo ao qual pertence, ou "ódio exogrupo", um desejo de ferir um grupo estrangeiro. Tanto os indivíduos quanto os grupos são mais motivados pelo "amor dentro do grupo" do que pelo "ódio fora do grupo", embora ambas as motivações possam melhorar o status de um grupo. Essa preferência é especialmente saliente quando um grupo não está situado em posição competitiva em relação a outro. Essa parcialidade em relação ao comportamento cooperativo sugere que o conflito intergrupal pode diminuir se os membros do grupo dedicarem mais energia a melhorias positivas dentro do grupo do que à competição fora do grupo. Grupos formados em torno de um conjunto de códigos morais são mais propensos do que grupos não baseados em moralidade a exibir "ódio fora do grupo" como resposta ao seu senso especialmente forte de "amor dentro do grupo".
A ameaça intergrupal ocorre quando os interesses de um grupo ameaçam os objetivos e o bem-estar de outro grupo. As teorias de ameaças intergrupais fornecem uma estrutura para preconceitos e agressões intergrupais.
Um tipo de teoria da ameaça intergrupal, a teoria do conflito grupal realista, aborda a competição entre grupos postulando que quando dois grupos estão competindo por recursos limitados, o sucesso potencial de um grupo está em desacordo com os interesses do outro, o que leva a atitudes exogrupo negativas. Se os grupos tiverem o mesmo objetivo, suas interações serão positivas, mas objetivos opostos irão piorar as relações intergrupais. O conflito intergrupal pode aumentar a unidade dentro do grupo, levando a uma maior disparidade e mais conflito entre os grupos.
A teoria da ameaça simbólica propõe que o viés e o conflito intergrupal resultam de ideais conflitantes, não de competição percebida ou objetivos opostos. Preconceitos baseados em ameaças simbólicas tendem a ser preditores mais fortes de comportamento prático em relação a grupos externos do que preconceitos baseados em ameaças realistas.
A teoria do conflito grupal realista e a teoria da ameaça simbólica são, em alguns casos, compatíveis. A teoria da ameaça integrada reconhece que o conflito pode surgir de uma combinação de dinâmicas intergrupais e classifica as ameaças em quatro tipos: ameaça realista, ameaça simbólica, ansiedade intergrupal e estereótipos negativos. As teorias de ameaças intergrupais fornecem uma estrutura para preconceitos e agressões intergrupais. A ansiedade intergrupal refere-se a um desconforto sentido em torno de membros de outros grupos, que é preditivo de atitudes e comportamentos tendenciosos. Estereótipos negativos também estão correlacionados com esses comportamentos, causando ameaças baseadas em expectativas negativas sobre um exogrupo.
De acordo com o modelo de ódio de 7 estágios, um grupo de ódio, se desimpedido, passa por sete estágios sucessivos. Nos primeiros quatro estágios, os grupos de ódio vocalizam suas crenças e nos três últimos estágios, eles agem de acordo com suas crenças. Os fatores que contribuem para a probabilidade de um grupo agir incluem a vulnerabilidade de seus membros, bem como sua dependência de símbolos e mitologias. Esse modelo aponta para um período de transição que existe entre a violência verbal e a atuação dessa violência, separando os haters hardcore dos haters retóricos. Assim, o discurso de ódio é visto como um pré-requisito dos crimes de ódio, e como uma condição de sua possibilidade.
A intervenção de grupos de ódio é mais possível se um grupo ainda não passou do discurso para a fase de ação, e as intervenções sobre grupos de ódio imaturos são mais eficazes do que as que estão firmemente estabelecidas. A intervenção e a reabilitação são mais eficazes quando o investigador de um grupo de ódio consegue identificar e desconstruir as inseguranças pessoais dos membros do grupo, que por sua vez contribuem para a fraqueza do grupo. Talvez o mais crítico para combater o ódio de grupo seja impedir o recrutamento de novos membros, apoiando aqueles que são mais suscetíveis, especialmente crianças e jovens, no desenvolvimento de uma autoestima positiva e uma compreensão humanizada dos exogrupos.